# تتويج الإمبراطور الروماني المقدس

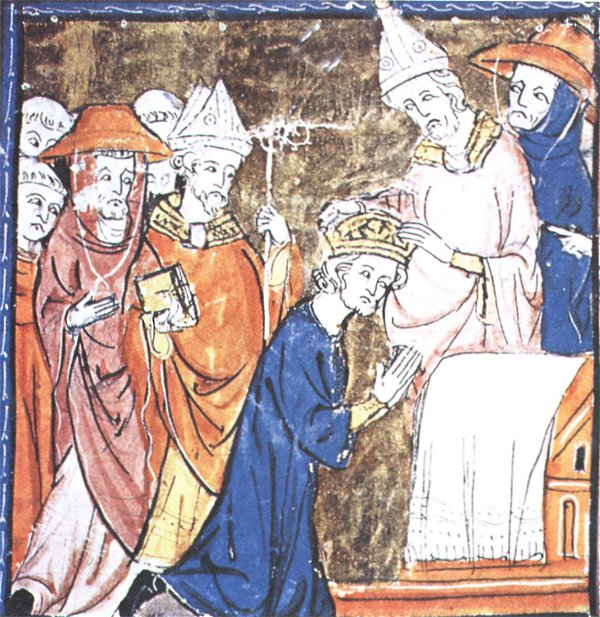
تتويج البابا ليون الثالث لشارلمان.

كان تتويج الإمبراطور الروماني المقدس عبارة عن احتفال تسلم فيه حاكم أكبر كيان سياسي في أوروبا الغربية آنذاك، التمجيد الإمبراطوري على يد البابا، ما يرمز إلى حق البابا في تتويج الملوك المسيحيين والإمبراطورات الرومانيات المقدسات، وكذلك دور الإمبراطور كحامي للكنيسة الرومانية الكاثوليكية.
تأسست الإمبراطورية الرومانية المقدسة في عام 800 في عهد شارلمان. تُوج جميع الأباطرة الذين تلوه على يد البابا أو غيره من الأساقفة الكاثوليك. كان التتويج البابوي شرطًا أساسيًأ للحصول على اللقب الإمبراطوري حتى عام 1508، حين اعترف البابا يوليوس الثاني بحق الملوك الجرمانيين المنتخبين من قبل الأمراء الناخبين في استخدام اللقب الإمبراطوري. كان تشارلز الخامس آخر إمبراطور روماني مقدس يتوجه البابا كليمنت السابع في بولونيا عام 1530، منذ ذلك الحين حتى إلغاء الإمبراطورية في عام 1806، لم يقم البابا أي مراسم تتويج أخرى. أطلق الحكام اللاحقون على أنفسهم ببساطة لقب «إمبراطور الرومان المنتخب» بعد انتخابهم وتتويجهم ملوكًا لألمانيا، دون الإجراء الرسمي النهائي للتتويج الإمبراطوري على يد البابا في روما.

## الاحتفالات

### المواقع
تُوج خلفاء شارلمان في روما لعدة قرون تلت، حيث توجهم البابا بالتاج الإمبراطوري في كنيسة القديس بطرس.
مُنح التاج الحديدي في لومباردي (مع لقب ملك إيطاليا أو ملك اللومبارديين) في كنيسة القديس أمبروز في ميلانو، ومُنح تاج مملكة بورجوندي أو آرل في كاتدرائية مونزا، ومُنح التاج الألماني، الذي أصبح الأهم بين الجميع، عادةً في آخن، حتى عام 1562، حين انتقل تتويج الأباطرة المنتخبين، حتى آخر تتويج ألماني في عام 1792، إلى كاتدرائية فرانكفورت، والتي كانت قد أصبحت بالفعل في عام 1356 الموقع الثابت للانتخابات الإمبراطورية.

### الطقوس الألمانية
تطلب حفل التتويج الألماني اجتماع الناخبين في فرانكفورت أولًا، تحت رئاسة رئيس أساقفة ماينز، الذي استدعاهم رسميًا والذي امتلك حق التصويت الأخير. بمجرد اختيار المرشح، اقتُيد الإمبراطور الجديد إلى المذبح العالي للكاتدرائية وأُجلس، ثم نُقل إلى صالة عرض فوق مدخل الجوقة، حيث جلس مع الناخبين أثناء الإعلان عن انتخابه، أعقبه التتويج في اليوم التالي.
إن أُجري التتويج (كما كان الحال قبل عام 1562) في كنيسة بالاتين في آخن (تُدعى الآن كاتدرائية آخن)، فإن رئيس أساقفة كولونيا، بصفته المسؤول الديني للمنطقة، كان المسؤول الأول وساعده اثنان من رجال الدين الناخبين الآخرين، وهما رئيس أساقفة ماينز ورئيس أساقفة ترير. يلتقي رؤساء الأساقفة الثلاثة هؤلاء بالإمبراطور المنتخب عند مدخل الكنيسة ويتلو رئيس أساقفة كولونيا الصلوات: «الله القدير الأبدي، خادمك ... إلخ». ثم تغني الجوقة ترتيلة: «ها أنا أرسل ملاكي ... إلخ» باللغة اللاتينية تزامنًا مع دخول الإمبراطور المنتخب يتلوه الأساقفة إلى الكنيسة. عقب ذلك، يتلو رئيس أساقفة كولونيا الصلوات: «الله الذي يعرف الجنس البشري ... إلخ.» و«إله السماء والأرض القدير الأبدي ... إلخ». يبدأ القداس، في طقوس تشابه احتفال عيد الغطاس أو عيد الظهور الإلهي. تتلو الصلاة الافتتاحية صلاة عيد القديس ميخائيل. يتلو ذلك ترنيمة احتفالية ثم صلاة القديسين الرسمية، ثم يوجه رئيس أساقفة كولونيا ستة أسئلة إلى الإمبراطور المنتخب: 1. هل سيدافع عن الإيمان المقدس؟ 2. هل سيدافع عن الكنيسة المقدسة؟ 3. هل سيدافع عن المملكة؟ 4. هل سيحافظ على قوانين الإمبراطورية؟ 5. هل سيحافظ على العدل؟ 6. هل سيُظهر الخضوع الواجب للبابا؟ ويجيب الإمبراطور على جميع الأسئلة بكلمة «سأفعل»، ثم يضع الإمبراطور المنتخب إصبعين على المذبح ويقسم، يتلو ذلك عملية التسليم، وعند تقديم الإمبراطور المنتخب يُسئل عما إذا كان المجتمعون قد قبلوه ملكًا لهم، يجيبون: «دع الأمر يحدث» ثلاث مرات.
بعد ذلك، يتلو رئيس أساقفة كولونيا الصلوات: «بارك، يا رب، هذا الملك ... إلخ.» و«إنه إله لا يوصف ... إلخ.» ثم يمسحه رئيس الأساقفة بالزيت المقدس على رأسه وصدره وكتفيه قائلًا: «أنا أدهن ملكًا بزيت المقدس باسم الآب والابن والروح القدس. آمين» ثم على باطن كفيه، قائلأ: «لتُمسح هاتان اليدان كما تُمسح أيادي الملوك والأنبياء، وكما مسح صموئيل داودًا ونصبّه ملكًا، لتتبارك وتثبت ملكًا في هذه المملكة على هذا الشعب الذي وهبك الرب، إلهك، إياه لتحكمه وتسوسه، والتي يمنحها لمن هو مع الآب والروح القدس، يعيش ويملك، ... إلخ». يُلبس بعدها الإمبراطور الأثواب الإمبراطورية والتي تتكون من جزمة طويلة ورداء أبيض يعلوه رداء الدلمطيق وبطرشيل متصالب على صدره وقفازات وعباءة. يُقدم السيف إلى الملك الألماني مصحوبًا بعبارة: «تسلم هذا السيف من أيدينا نحن الأساقفة ... الخ.» ويُعطى الخاتم مصحوبًا بعبارة: «استلم خاتم الكرامة الملكية هذا... الخ.» يُعطى الصولجان والصليب حامل الكرة للملك مصحوبين بعبارة: «خذ عصا الفضيلة والإنصاف ... إلخ». أخيرًا، يضع رؤساء الأساقفة الناخبون الثلاثة التاج على رأسه معًا وهم يقولون: «تلقَ هذا التاج الملكي ... إلخ.» ثم يُؤدى القسم مرة أخرى، ولكن هذه المرة بالصيغة المباشرة باللغتين اللاتينية والألمانية، «أعد وأتعهد في نظر الله ... إلخ.» ويكون الجواب: «تشتاق روحي ... إلخ». يجلس الملك على العرش مع عبارة: «قف بقوة وتمسك بثبات ... إلخ.» في تتويج تشارلز الخامس، ألقى رئيس أساقفة ماينز عظة عند هذه المرحلة.
يتلو ذلك تتويج الملكة الزوجة والذي يجريه رئيسا أساقفة ماينز وترير. رُتلت أغنية «يا إلهي» باللاتينية ونصّب خلالها تشارلز الخامس عددًا من الفرسان بالسيف الإمبراطوري، على الرغم من أن مراسم التتويج اللاحقة جعلت التنصيب بعد اللاحق بعد صلاة التتويج. ثم يختتم القداس، الذي يتحدث خلاله الملك مرة واحدة. في كل تتويج يُقام في مدينة آخن، كان الملك في نهايته يُنصب كاهنًا للكنيسة وراعيًا لها. بين عامي 1562 و1792، أقيم التتويج الألماني أمام مذبح القديس بارثولوميو في بهو كاتدرائية فرانكفورت.

### الطقوس الرومانية
تطور التتويج الإمبراطوري الروماني على مدى وجود الإمبراطورية الذي امتد ألف عام من طقوس بسيطة للغاية في الأصل (ولكن ببساطتها كانت مشابهة وأظهرت بوضوح أصولها التي ترجع إلى نظيرتها البيزنطية) إلى طقوس متزايدة التعقيد. عُثر على أقدم مخطوطة لطقوس التتويج الإمبراطوري الروماني وهي مخطوطة «جيرموندين كوديكس» التي تعود إلى القرن التاسع، ومن غير المؤكد لمن كانت ستؤدى تلك الطقوس (إن وجد أحد) الموصوفة في تلك المخطوطة، لكننا نقترب أكثر من معرفة الطقوس التي استُخدمت لشارلمان نفسه. بدأت الطقوس بصلاة قصيرة للإمبراطور، «اسمع صلاتنا، يا رب، وصلاة خادمك ...». تلا ذلك على الفور صلاة «انظر إليّ أيها الإله القدير بنظرة هادئة على خادمك المجيد هذا ...»، ويُوضع تاج ذهبي على رأس الإمبراطور أثناء نطق العبارة الختامية لهذه الصلاة، «التي بها لك الشرف والمجد عبر عصور غير محدودة. آمين.» مُنح بعد ذلك سيفٌ للإمبراطور مع نطق عبارة: «استلم هذا السيف من أيدي الأساقفة، الذين، على الرغم من عدم استحقاقهم، مكرسون ليكونوا في مكان وسلطة الرسل القديسين، نسلمه لك، بمباركتنا، لتستخدمه في الدفاع عن الكنيسة المقدسة، مصطفىً من الآلهة، وتذكر من تنبأ به المرتل قائلًا: «اربط السيف على فخذك، أيها القوي، لكي تمارس به الإنصاف». وحظيت هذه الترتيلات بتاريخ حافل في كل من طقوس التتويج الإمبراطوري وفي العديد من طقوس التتويج الملكي الأوروبي أيضًا. رُددت التسبيحات الملكية (سلسلة من الهتافات الرسمية التي نشأت في العصر الروماني). جرت العادة أن تُقام مراسم الاحتفال في كاتدرائية القديس بطرس.